# La Chapelle-Pouilloux
La Chapelle-Pouilloux è un comune francese di 203 abitanti situato nel dipartimento delle Deux-Sèvres nella regione della Nuova Aquitania.

## Società

### Evoluzione demografica
Abitanti censiti